# 清水武夫 (政治家)
清水 武夫（しみず たけお、1900年9月 - 1947年11月22日）は、日本の政治家。参議院議員（1期）。

## 経歴
長崎県出身。三菱工業学校卒。清水造船鉄工を経営、長崎商議常議員、同県金属工業会監事、長崎市議などを務める。
1947年の第1回参議院議員通常選挙において長崎県地方区から日本社会党公認で立候補して当選したが、同年11月に死去した。